# Halt durch!
Halt' Durch! ist das erste  Musikalbum des Projektes Rummelsnuff des ostdeutschen Künstlers Roger Baptist.
Es erschien 2008 durch seinen Förderer Alfred Hilsberg bei ZickZack Records  und wird der Stilrichtung Electropunk zugerechnet.

## Musikstil und Texte
Rummelsnuff selbst bezeichnet seinen Musik als „Derbe Strommusik“.  Das Album  wurde größtenteils rein elektronisch erzeugt, nur vereinzelt wurden zusätzliche Instrumente eingesetzt.
Die Liedertexte handeln von Seemanns-, Arbeiter- und Sportlerthemen, in einer düsteren und melancholischen Stimmung. Bis auf Hammerfest, wo eine Strophe in norwegischer Sprache gesungen wird, sind alle eigenen Titel in Deutsch verfasst. Bei diesem Album von Rummelsnuff schrieb auch der Künstler Roman Shamov bei mehreren Titeln die Texte.
Eine Coverversion des Titels Mongoloid der US-amerikanischen New-Wave-Band Devo ist auf dem Album enthalten.

## Titelliste
| Nr. | Name               | Länge | Autor(en)                        | Bemerkungen                                      |
| --- | ------------------ | ----- | -------------------------------- | ------------------------------------------------ |
| 1.  | Der Hund           | 4:05  | Roger Baptist                    |                                                  |
| 2.  | Halt' durch!       | 3:19  | Roger Baptist                    |                                                  |
| 3.  | Ringen             | 4:08  | Roger Baptist, Roman Shamov      |                                                  |
| 4.  | Halbstark und laut | 3:20  | Roger Baptist, Roman Shamov      |                                                  |
| 5.  | Hammerfest         | 3:37  | Roger Baptist, Tord Kvien        | teilweise mit norwegischem Text                  |
| 6.  | Mongoloid          | 3:36  | Mark Mothersbaugh, Gerald Casale | Devo-Cover mit englischem Originaltext           |
| 7.  | Sliwowitz          | 3:22  | Roger Baptist                    |                                                  |
| 8.  | Vollnarkose        | 3:30  | Roger Baptist, Roman Shamov      |                                                  |
| 9.  | Fett in die Fresse | 3:47  | Roger Baptist, Roman Shamov      |                                                  |
| 10. | Lauchhammer        | 3:18  | Roger Baptist                    |                                                  |
| 11. | Rummelkäpt'n       | 3:24  | Roger Baptist                    |                                                  |
| 12. | La Rochelle        | 3:51  | Roger Baptist                    |                                                  |
| 13. | Kumpel, Glück auf! | 4:38  | Roger Baptist                    |                                                  |
| 14. | Schützenfest       | 3:07  | Roger Baptist                    | versteckter Titel, nicht auf CD-Hülle aufgeführt |

## Gestaltung der CD-Version
Das Layout der CD-Version ist stilistisch den deutschen Kinofilmen der 1920er bis frühen 1950er Jahre nach empfunden. Auf der CD selber befindet sich eine Abbildung des  Berliner Osthafen. Die Porträtfotos des Bodybuilders Rummelsnuff wurden von Sven Marquardt im noch leerstehenden Teil des Technoklubs Berghain in Berlin gemacht.